# Anders Sparf
Anders Sparf född 24 augusti 1915 i Rättviks församling, Kopparbergs län, död 15 februari 2013 i Rättviks församling, Dalarnas län, var en svensk folkmusiker och riksspelman.

## Utmärkelser
- 1978 – Zornmärket i guld med kommentaren "För skickligt spel, mångsidighet och medvetenhet i bevarandet och vidareförandet av spelmanstraditioner från Rättvik".